# CiNii
CiNii（サイニィ、NII学術情報ナビゲータ、Citation Information by NII）は、国立情報学研究所（NII、National institute of informatics）が運営するデータベース群。各種文献に加えて研究データやプロジェクトを検索できる「CiNii Research」、大学図書館の総合目録データベース「CiNii Books」、博士論文データベース「CiNii Dissertations」の3つからなる。

## 概要
2004年8月に、「GeNii」（ジーニイ、NII学術コンテンツ・ポータル。2014年3月廃止）のコンテンツの一つとして、「CiNii」（NII論文情報ナビゲータ）の試行運用が開始された。これがのちの「CiNii Articles」であり、2011年11月に「Webcat」の後継サービスである「CiNii Books」が新設されることに伴い、従来の「CiNii」が「CiNii Articles」に改称された。2015年6月には博士論文を対象とする「CiNii Dissertations」が新設された（博士論文は、2013年4月の学位規則改正によりインターネット公開が義務化されている）。そして、検索対象を各種文献から研究データやプロジェクトまで広げ、それらを紐付けて検索できる「CiNii Research」が、2020年11月6日からプレ公開、2021年4月1日に本公開され、2022年4月18日には、CiNii ArticlesがCiNii Researchに統合された。
CiNii ResearchやCiNii Dissertationsにおいては、機関リポジトリやJ-STAGEなど外部サイトへのリンクにより、文献本文へのアクセスも提供されている。かつてCiNii Articlesにおいては、NIIの電子図書館事業「NACSIS-ELS」（のち「NII-ELS」に改称）から論文本文のデータを引き継いで、無償または有償（個人での従量課金または機関定額制）で提供していたが、2017年3月にNII-ELS事業が終了することにともない、本文の提供は外部リンクのみとなった。ちなみに、NII-ELSで提供されていた論文は、大半がJ-STAGEに移行している）。
CiNii Researchの文献等にはCiNii Research ID（CRID）、CiNii Booksの書誌にはNII書誌ID（NCID：NACSIS-CATの書誌レコードID）、CiNii Dissertationsの博士論文にはNII論文ID（NAID）がそれぞれ割り当てられており、このIDによって、各文献等の詳細表示画面を開くことができる。例えば、南部陽一郎の『新粒子について』のNAIDは1570854177206784896であるので、URLは「https://cir.nii.ac.jp/crid/1570854177206784896」となるし、佐佐木信綱の新訂『新訓 万葉集』上巻および下巻のNCIDはBN02932172であるので、URLは「https://ci.nii.ac.jp/ncid/BN02932172」となる。
2016年11月30日、NIIはCiNii Booksと国立国会図書館デジタルコレクションとの連携機能を追加し、これによりCiNii Booksに収録されている書籍・雑誌約76万件を検索した際、国立国会図書館デジタルコレクションへのリンクが表示され、本文が閲覧可能となる。